# Finale wereldkampioenschap voetbal 2018

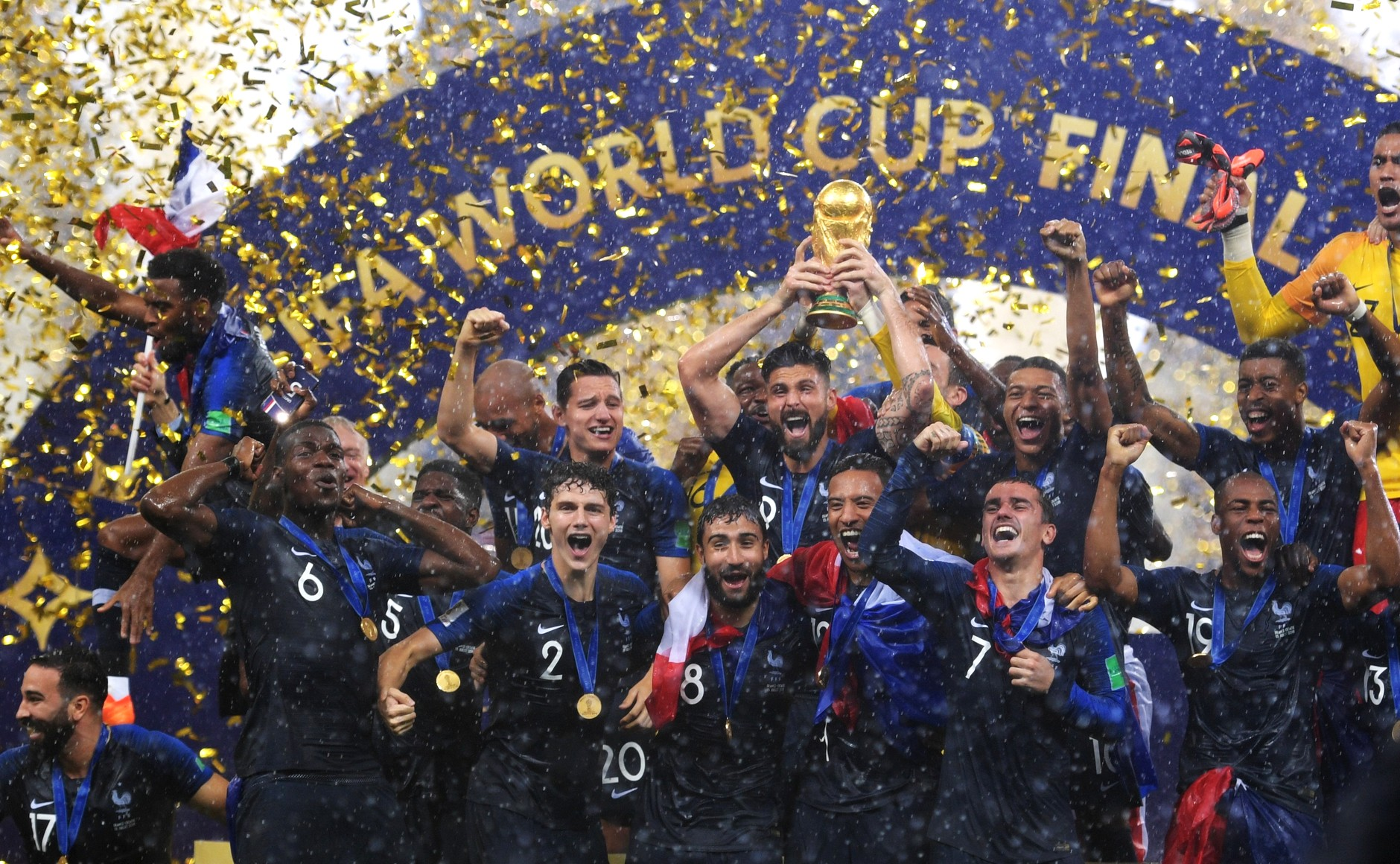
Het Franse elftal na het winnen van de finale

De finale van het wereldkampioenschap voetbal 2018 werd gespeeld op zondag 15 juli 2018 in Olympisch Stadion Loezjniki in Moskou tussen Frankrijk en Kroatië. Door de wedstrijd te winnen nam Frankrijk de titel over van Duitsland, dat in 2014 de finale won door Argentinië in de finale na verlenging met 1-0 te verslaan. Frankrijk kwam in de finale door België met 1-0 te verslaan en Kroatië kwam in de finale door Engeland na verlenging met 2-1 te verslaan.
De Argentijnse scheidsrechter Néstor Pitana floot de wedstrijd. Voorafgaand vond de slotceremonie plaats.

## Route naar de finale
| Pos. | Land        | GW | W | G | V | DV | DT | DS  | Ptn |
| ---- | ----------- | -- | - | - | - | -- | -- | --- | --- |
| 1    | Frankrijk   | 10 | 7 | 2 | 1 | 18 | 6  | +12 | 23  |
| 2    | Zweden      | 10 | 6 | 1 | 3 | 26 | 9  | +17 | 19  |
| 3    | Nederland   | 10 | 6 | 1 | 3 | 21 | 12 | +9  | 19  |
| 4    | Bulgarije   | 10 | 4 | 1 | 5 | 14 | 19 | –5  | 13  |
| 5    | Luxemburg   | 10 | 1 | 3 | 6 | 8  | 26 | –18 | 6   |
| 6    | Wit-Rusland | 10 | 1 | 2 | 7 | 6  | 21 | –15 | 5   |

| Pos. | Land     | GW | W | G | V | DV | DT | DS  | Ptn |
| ---- | -------- | -- | - | - | - | -- | -- | --- | --- |
| 1    | IJsland  | 10 | 7 | 1 | 2 | 16 | 7  | +9  | 22  |
| 2    | Kroatië  | 10 | 6 | 2 | 2 | 15 | 4  | +11 | 20  |
| 3    | Oekraïne | 10 | 5 | 2 | 3 | 13 | 9  | +4  | 17  |
| 4    | Turkije  | 10 | 4 | 3 | 3 | 14 | 13 | +1  | 15  |
| 5    | Finland  | 10 | 2 | 3 | 5 | 9  | 13 | –4  | 9   |
| 6    | Kosovo   | 10 | 0 | 1 | 9 | 3  | 24 | –21 | 1   |

| Pos. | Land       | GW | W | G | V | DV | DT | +/− | Ptn. |
| ---- | ---------- | -- | - | - | - | -- | -- | --- | ---- |
| 1    | Frankrijk  | 3  | 2 | 1 | 0 | 3  | 1  | +2  | 7    |
| 2    | Denemarken | 3  | 1 | 2 | 0 | 2  | 1  | +1  | 5    |
| 3    | Peru       | 3  | 1 | 0 | 2 | 2  | 2  | 0   | 3    |
| 4    | Australië  | 3  | 0 | 1 | 2 | 2  | 5  | –3  | 1    |

| Pos. | Land       | GW | W | G | V | DV | DT | +/− | Ptn. |
| ---- | ---------- | -- | - | - | - | -- | -- | --- | ---- |
| 1    | Kroatië    | 3  | 3 | 0 | 0 | 7  | 1  | +6  | 9    |
| 2    | Argentinië | 3  | 1 | 1 | 1 | 3  | 5  | –2  | 4    |
| 3    | Nigeria    | 3  | 1 | 0 | 2 | 3  | 4  | –1  | 3    |
| 4    | IJsland    | 3  | 0 | 1 | 2 | 2  | 5  | –3  | 1    |

## Teams voorafgaand aan de finale

### Frankrijk

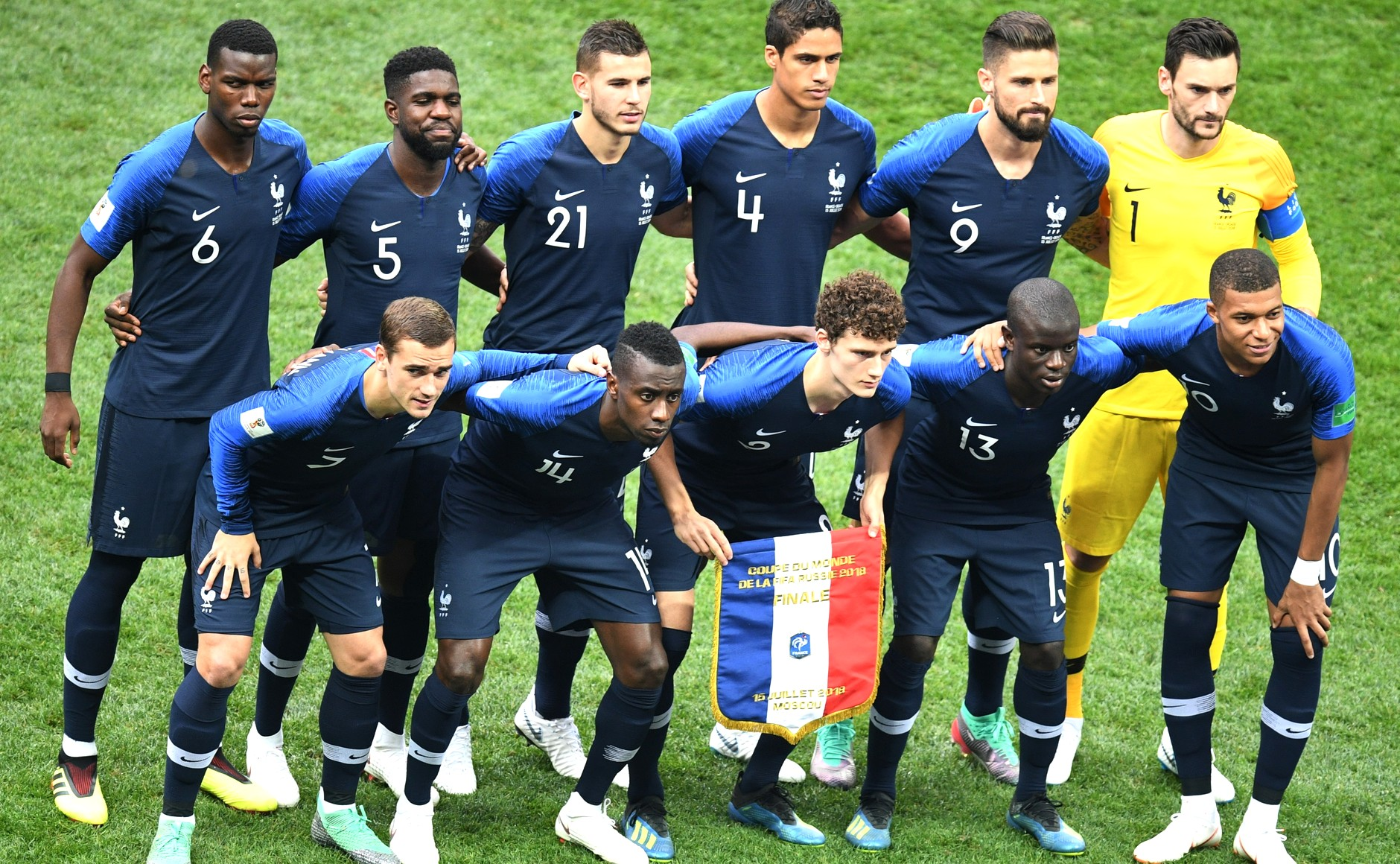
Het Franse elftal voorafgaand aan de finale

Frankrijk stond op de recentste editie van de FIFA-wereldranglijst op de zevende plaats. Op de eerste wereldranglijst van december 1992 stond Frankrijk op de negentiende plek. Nadat het in 1993 op de vijftiende plek stond, stonden ze in 1994 weer op de negentiende plek. In 1996 was Frankrijk alweer gestegen naar de derde plek. Nadat ze in 1997 weer gedaald waren naar plek 6, stonden ze in 1998 zelfs tweede. Ze bleven nog tot en met 2004 bij de top 3 horen, in 2001 bereikte ze met de eerste plek hun hoogtepunt. Daarna zakte het weer, in 2008 moesten ze weer plaats nemen buiten de top 10, op de elfde plek. In 2009 kwamen ze weer terug in de top 10 op de zevende plaats, maar in 2010 stonden ze achttiende. In 2011 stegen ze naar de vijftiende plek, maar in 2012 en 2013 daalden ze weer naar de zeventiende en tweintigste plek. In 2014 waren ze weer flink gestegen naar de zevende plaats. Maar in 2015 werd met de 25e plaats een dieptepunt bereikt. Na het EK in eigen land stonden ze in 2016 zevende. In 2017 zakte ze weer iets naar de negende plaats.
Frankrijk speelde in de groepsfase van het WK in Poule C de eerste wedstrijd tegen Australië. Na rust kregen de Fransen een penalty na een overtreding op Griezmann. Later kreeg Australië een penalty na een handsbal van Umtiti. Jedinak zorgde voor 1–1. Behich zorgde met een eigen doelpunt na een schot van Pogba toch nog voor de winst van Frankrijk. In de tweede wedstrijd namen ze het op tegen Peru. Mbappé scoorde de enige goal van de wedstrijd en Frankrijk was gekwalificeerd voor de volgende wedstrijd met nog een wedstrijd te gaan. De wedstrijd tegen Denemarken ging om de eerste plaats in de poule en het bleef de hele wedstrijd lang 0–0. Dat was genoeg om groepswinnaar te worden.
In de achtste finale kwam Frankrijk Argentinië tegen. Net als in de eerste wedstrijd zette Antoine Griezmann de Fransen op voorsprong uit een penalty die veroorzaakt werd doordat Rojo het Franse goudhaantje Mbappé naar de grond werkte. De landen doken met een stand van 1-1 de pauze in, daar Di María vlak voor rust nog scoorde. Na rust kwam Frankrijk zelfs op achterstand, na een doelpunt van Mercado. Rechtsachter Pavard bracht de score opnieuw in evenwicht met een schicht vanop aanzienlijke afstand. Vervolgens scoorde Mbappé twee keer in vijf minuten tijd. Agüero maakte in blessuretijd nog de 4–3, maar daar bleef het bij. Frankrijk avanceerde naar de kwartfinales. Daarin was Uruguay de tegenstander. Varane kopte Frankrijk naar een voorsprong bij de rust. In minuut 61 kreeg Griezmann hulp van de Uruguayaanse doelman Muslera en scoorde zijn derde goal van het toernooi. In de halve finale werd België de tegenstander. Het enige doelpunt werd in de 51e minuut uit een hoekschop gescoord door centrale verdediger Umtiti.

### Kroatië

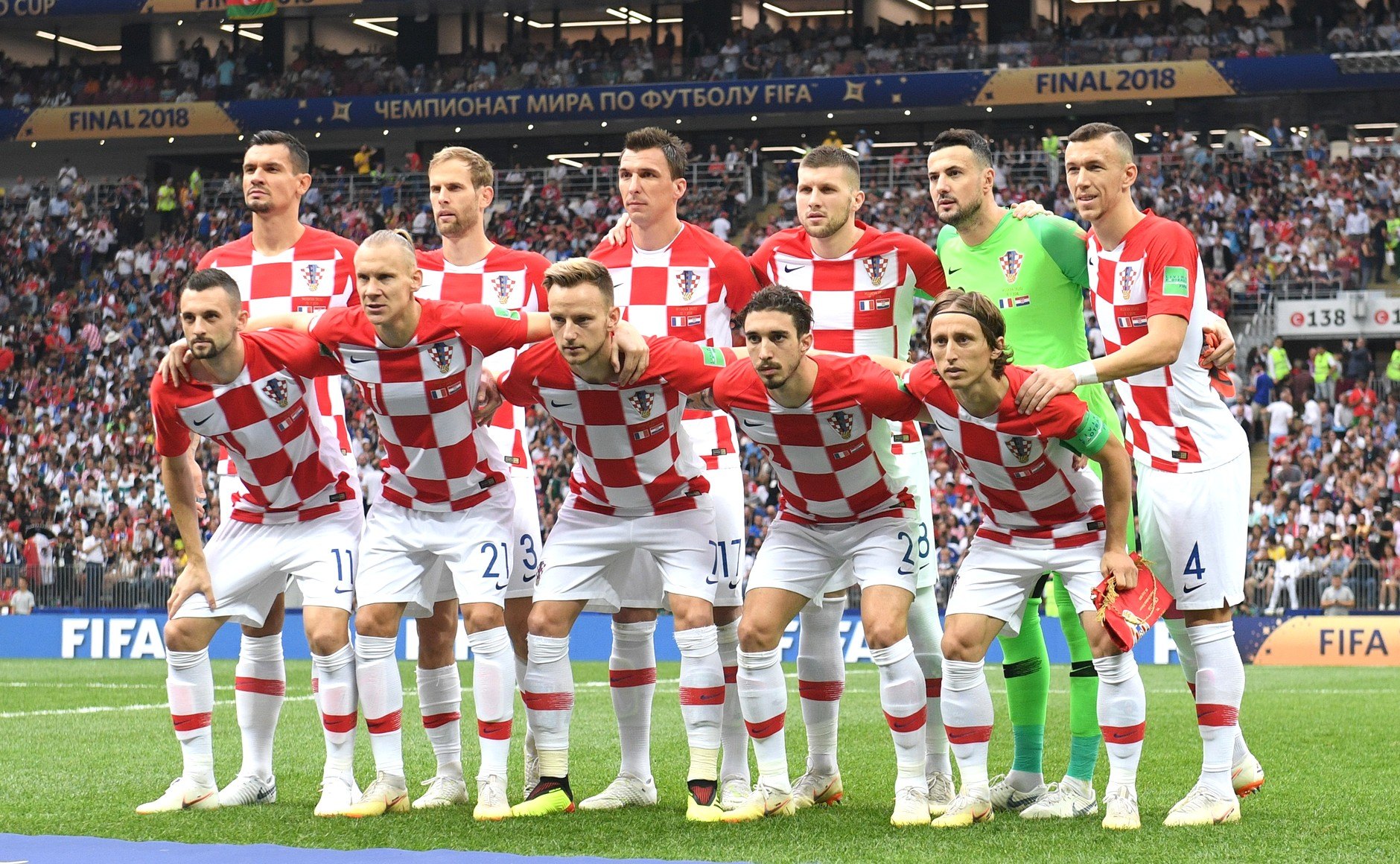
Het Kroatische elftal voorafgaand aan de finale

In de recentste editie van de FIFA-wereldranglijst stond Kroatië op de twintigste plaats, dertien plaatsen onder Frankrijk.
In de groepsfase speelde Kroatië in poule D tegen Nigeria. In de 32e minuut kwamen de Kroaten op voorsprong door een eigen doelpunt door een eigen doelpunt van Etebo. In de 71e minuut kreeg Kroatië ook nog een strafschop, gescoord door aanvoerder Modrić. Kroatië won met 2–0. Argentinië werd de volgende opponent. De ruststand was 0-0. Rebić scoorde de 0–1 voor Kroatië na een blunder van de Argentijnse doelman Caballero. In de 80e minuut verdubbelde Modrić de score. In de blessuretijd maakte Rakitić de 3–0, de eindstand. Kroatië was na twee wedstrijden al gekwalificeerd voor de achtste finales. Er werd nog een wedstrijd tegen IJsland gespeeld. De ruststand was daar 0–0, na rust scoorde Badelj voor Kroatië. Diep in de tweede helft kreeg IJsland een strafschop, dewelke Gylfi Sigurðsson wist te benutten. In de laatste minuut scoorde Perišić het winnende doelpunt. Kroatië eindigde als eerste in de poule.
In de achtste finale troffen zij Denemarken. Er werd door Mathias Jørgensen en Mandžukić al vroeg gescoord. 1–1 was ook de stand na negentig minuten. Tijdens de verlenging konden beide ploegen niet scoren. In de 116e minuut kreeg Modrić een strafschop om Kroatië naar de kwartfinale te sturen, maar Schmeichel redde. In de strafschopserie scoorde Modrić wel, net als Kramarić en Ivan Rakitić. Milan Badelj en Pivarić misten, maar bij de Denen faalden met Eriksen, Schöne en Jørgensen drie spelers. Hierdoor kwalificeerde Kroatië zich voor de volgende ronde. In de kwartfinale namen de Kroaten het op tegen gastland Rusland. Na een half uur opende Tsjerysjev de score voor de Russen. Tien minuten later maakte Kramarić de gelijkmaker. In de tweede helft werd er niet gescoord en er werden verlengingen gespeeld. Bij hoekschop werkte Vida de bal met een kopbal binnen, deels omdat het zicht van de Russische doelman Akinfejev werd belemmerd door zijn verdedigers. Vijf minuten later hingen de bordjes opnieuw gelijk doordat Fernandes scoorde. Fernandes miste echter tijdens de strafschoppenserie, net als Smolov. Ondanks de gemiste penalty van Kovačić stootte Kroatië door naar de halve finale. Daar kwam Kroatië tegen Engeland al na 5 minuten op achterstand middels een vrije trap van Trippier. Later in de wedstrijd scoorde Ivan Perišić de 1-1 waardoor ze voor de derde keer op rij een wedstrijd van 120 minuten dienden te spelen. In die verlenging ontpopte Mandžukić zich tot de held. Hij trapte Kroatië naar de finale, op aangeven van Perišić. Voor het eerst haalde Kroatië de finale van het WK.

## Interlands
Frankrijk en Kroatië speelde al 5 keer eerder tegen elkaar. Frankrijk won 3 keer, Kroatië nooit en twee keer bleef het onbeslist. Frankrijk scoorde in deze wedstrijden negen keer, Kroatië drie keer. Drie van die wedstrijden waren vriendschappelijk. Één wedstrijd was op het EK en één werd gespeeld op het WK. De andere wedstrijd die op het WK werd gespeeld op het WK 1998. Dat was de eerste wedstrijd tussen de twee landen, op het WK waar Frankrijk gastland was. Het ging om een plekje in de finale. Hij werd gespeeld op 8 juli 1998 in het Stade de France in Saint-Denis. De ruststand was 0–0 en vlak na rust scoorden allebei de landen met Šuker en Thuram. Later in de wedstrijd scoorde Thuram weer, wat het winnende doelpunt bleek te zijn. Frankrijk won uiteindelijk het toernooi. De meest recentste wedstrijd werd gespeeld in Saint-Denis, Frankrijk op 29 maart 2011. In deze wedstrijd werd er niet gescoord.

## Scheidsrechter
De Argentijns scheidsrechter Néstor Pitana floot de finale. Landgenoten Hernán Maidana en Juan Pablo Belatti assisteerden hem. De Nederlandse Björn Kuipers was vierde official en Italiaan Massimiliano Irrati was videoscheidsrechter. Pitana is aangesloten bij de CONMEBOL en de FIFA. Hij had al 24 eerdere interlands gefloten. Hij had al twee wedstrijden van Frankrijk gefloten. De eerste wedstrijd werd gespeeld op het WK 2014 in Rio de Janeiro. Frankrijk verloor die wedstrijd van uiteindelijk wereldkampioen Duitsland. Pitana gaf twee gele kaarten. De tweede wedstrijd werd op het zelfde toernooi gespeeld, het WK 2018. Daar nam Frankrijk het op tegen Uruguay in Nizjni Novgorod. Frankrijk won de wedstrijd (2–0). Pitana deelde vier gele kaarten uit. Hij floot één keer eerder een wedstrijd van Kroatië, ook op hetzelfde toernooi. In die wedstrijd nam Kroatië het op tegen Denemarken. Het stond al vroeg 1–1 en na zowel negentig als 120 minuut bleef het 1–1. Na penalty's ging Kroatië door. In deze wedstrijd liet hij één gele kaart zien. Naast Uruguay-Frankrijk floot hij ook de openingswedstrijd tussen Rusland en Saoedi-Arabië (5–0) en de wedstrijd tussen Mexico en Zweden (3–0). Over het hele toernooi liet hij twaalf kaarten zien, allemaal geel.

## Verloop

### Eerste helft
Beide teams begonnen met de verwachte spelers. Voor de wedstrijd was de sluitingsceremonie. Ook waren er zorgen om Umtiti. Hij werd behandeld door de Franse medische staf, maar hij speelde wel. In de eerste paar minuten van de wedstrijd was Kroatië de bovenliggende partij. Mbappé veroorzaakte in de zevende minuut een hoekshop voor de Kroaten door een aardige pass van Rakitić op Strinić. Later werd ook een voorzet van Brozović gestopt door Pavard. Toch kwamen de Fransen in de achttiende minuut op voorsprong bij een vrije trap van Griezmann. Mandžukić raakte de bal het laatst aan voordat hij in het doel belandde, waardoor hij de eerste speler ooit werd die een eigen doelpunt maakte in een finale van het WK. In de 21e minuut kregen de Kroaten ook een vrije trap. Vida zette zijn hoofd ertegenaan, maar hij ging niet de goede richting op. Kanté pakte de eerste gele kaart in de wedstrijd nadat hij Rakitić, die 3 minuten daarvoor opnieuw een kans miste, onderuit haalde. In de 28e minuut trok Perišić de stand gelijk. In de 34e minuut kreeg Frankrijk een hoekshop, Matuidi kopte de bal tegen de arm van Perišić aan. Na de beslissing van de videoscheidsrechter besloot scheidsrechter Néstor Pitana de beelden zelf terug kijken. Na die beelden gaf hij een strafschop. Griezmann benutte die en schoot Frankrijk weer op voorsprong. Frankrijk schoot in de eerste helft slechts één keer, de ruststand was 2–1.

### Tweede helft
Vlak na rust deed Griezmann een doelpoging, maar het schot miste zijn kracht. Een minuut later schoot Rebić op aangeven van Rakitić. Via de Franse doelman Lloris ging de bal over het doel. In de 52e minuut kreeg Mbappé een schietkans, maar tot scoren kwam hij niet. In dezelfde minuut kwam Pussy Riot het veld op rennen. Frankrijk wisselde als eerste. Nzonzi kwam tussen de lijnen voor Kanté. In de 59e minuut scoorde Pogba de 3–1 nadat hij de bal zelf eerst naar voren schoot naar Mbappe. 6 minuten later maakte die Mbappé de beslissende treffer, 4-1. Toch deed Kroatië nog iets terug. Lloris blunderde door onnodig balverlies te lijden vlak voor het doel. Mandžukić profiteerde. Hij werd de tweede speler ooit die op een WK-eindronde een eigen doelpunt en een doelpunt in het goede doel scoorde. Kramarić kwam het veld in voor Rebić, Tolisso kwam er in voor Matuidi. In de 78e minuut schoot Rakitić een paar centimeters naast het doel waarna Giroud werd vervangen door Fekir en Pjaca Strinić verving. Fekir testte later nog doelman Subašić. Rakitic schoot later weer over het doel. Vlak voor tijd maakte Pogba nog bijna de 5-2.

## Wedstrijdgegevens
|                                               |                                                                |       |                           | |
| 15 juli 2018 «onderlinge duels» 18:00 (UTC−3) | Frankrijk                                                      | 4 – 2 | Kroatië                   | Olympisch Stadion Loezjniki, Moskou Toeschouwers: 78.011 Scheidsrechter: Néstor Pitana (Argentinië) |
| 15 juli 2018 «onderlinge duels» 18:00 (UTC−3) | Mandžukić 18' (e.d.) Griezmann 38' (pen.) Pogba 59' Mbappé 65' |       | 28' Perišić 69' Mandžukić | Olympisch Stadion Loezjniki, Moskou Toeschouwers: 78.011 Scheidsrechter: Néstor Pitana (Argentinië) |

| Frankrijk:       |    |                   |         |
|                  |    |                   |         |
| GK               | 1  | Hugo Lloris       |         |
| RB               | 2  | Benjamin Pavard   |         |
| CB               | 4  | Raphaël Varane    |         |
| CB               | 5  | Samuel Umtiti     |         |
| LB               | 21 | Lucas Hernández   | 41'     |
| CM               | 13 | N'Golo Kanté      | 27' 55' |
| CM               | 6  | Paul Pogba        |         |
| RW               | 10 | Kylian Mbappé     |         |
| AM               | 7  | Antoine Griezmann |         |
| LW               | 14 | Blaise Matuidi    | 73'     |
| CF               | 9  | Olivier Giroud    | 81'     |
| Wisselspelers:   |    |                   |         |
| MF               | 15 | Steven Nzonzi     | 55'     |
| MF               | 12 | Corentin Tolisso  | 73'     |
| CF               | 18 | Nabil Fekir       | 81'     |
| Coach:           |    |                   |         |
| Didier Deschamps |    |                   |         |

| Kroatië:       |    |                     |     |
|                |    |                     |     |
| GK             | 23 | Danijel Subašić     |     |
| RB             | 2  | Šime Vrsaljko 90+2' |     |
| CB             | 6  | Dejan Lovren        |     |
| CB             | 21 | Domagoj Vida        |     |
| LB             | 3  | Ivan Strinić 81'    |     |
| CM             | 7  | Ivan Rakitić        |     |
| CM             | 11 | Marcelo Brozović    |     |
| RW             | 18 | Ante Rebić          | 71' |
| AM             | 10 | Luka Modrić         |     |
| LW             | 4  | Ivan Perišić        |     |
| CF             | 17 | Mario Mandžukić     |     |
| Wisselspelers: |    |                     |     |
| CF             | 9  | Andrej Kramarić     | 71' |
| LW             | 20 | Marko Pjaca         | 81' |
| Coach:         |    |                     |     |
| Zlatko Dalić   |    |                     |     |

Man van de wedstrijd: Antoine Griezmann

### Statistieken
|                      | Frankrijk | Kroatië |
| -------------------- | --------- | ------- |
| Doelpunten           | 4         | 2       |
| Gele kaarten         | 2         | 1       |
| Rode kaarten         | 0         | 0       |
| Wissels              | 3         | 2       |
| Schoten op doel      | 6         | 3       |
| Schoten naast doel   | 2         | 12      |
| Overtredingen        | 14        | 13      |
| Hoekschoppen         | 2         | 6       |
| Buitenspel           | 1         | 1       |
| Passes               | 285       | 529     |
| Geslaagde passes (%) | 67        | 83      |
| Balbezit (%)         | 39        | 61      |